# Bayi Nuzi Paiqiu Dui 2014-2015
Questa voce raccoglie le informazioni riguardanti il Bayi Nuzi Paiqiu Dui nelle competizioni ufficiali della stagione 2014-2015.

## Organigramma societario
Area tecnica
- Allenatore: Yu Juemin

## Rosa
| N° | Nome         | Ruolo | Data di nascita   | Nazionalità sportiva |
| -- | ------------ | ----- | ----------------- | -------------------- |
| 1  | Wang Yunlu   | S     | 20 maggio 1996    | Cina                 |
| 2  | Zhou Yujie   | P     | 13 ottobre 1991   | Cina                 |
| 3  | Wang Xinyao  | C     | 25 luglio 1995    | Cina                 |
| 4  | Zhu Linfen   | S/O   | 8 novembre 1989   | Cina                 |
| 5  | Qi Lin       | P     | 25 maggio 1993    | Cina                 |
| 6  | Yang Junjing | C     | 15 maggio 1989    | Cina                 |
| 7  | Shen Jingsi  | P     | 3 marzo 1989      | Cina                 |
| 8  | Fan Linlin   | S/O   | 1º dicembre 1991  | Cina                 |
| 9  | Chen Yao     | C     | 22 settembre 1988 | Cina                 |
| 10 | Zuo Ting     | S     | 3 febbraio 1990   | Cina                 |
| 11 | Liu Yanhan   | S     | 19 gennaio 1993   | Cina                 |
| 12 | Yuan Xinyue  | C     | 21 dicembre 1996  | Cina                 |
| 13 | He Ruobing   | C     | 4 settembre 1993  | Cina                 |
| 14 | Yuan Weiyu   | S     | 25 marzo 1995     | Cina                 |
| 15 | Liu Peixin   | C     | 20 aprile 1993    | Cina                 |
| 16 | Wang Yan     | C     | 10 marzo 1988     | Cina                 |
| 17 | Huang Liuyan | L     | 13 giugno 1994    | Cina                 |
| 18 | Wang Qi      | S     | 22 settembre 1993 | Cina                 |
| 19 | Yuan Shuo    | P     | 2 marzo 1995      | Cina                 |
| 20 | Zhu Mengdi   | P     | 16 giugno 1995    | Cina                 |

## Mercato
| Acquisti | Acquisti    | Acquisti         | Acquisti   |
| R.       | Nome        | da               | Modalità   |
| -------- | ----------- | ---------------- | ---------- |
| C        | Wang Xinyao | ?                | definitivo |
| C        | Yuan Xinyue | Guangdong Hengda | definitivo |
| C        | He Ruobing  | Henan            | definitivo |
| S        | Yuan Weiyu  | ?                | definitivo |
| P        | Yuan Shuo   | ?                | definitivo |
| P        | Zhu Mengdi  | ?                | definitivo |

| Cessioni | Cessioni     | Cessioni | Cessioni   |
| R.       | Nome         | a        | Modalità   |
| -------- | ------------ | -------- | ---------- |
| C        | Liu Congcong | -        | ritirata   |
| S        | Liu Mingjun  | ?        | definitivo |
| S/O      | Ye Shuting   | -        | ritirata   |

## Risultati

### Volleyball League A

#### Regular season

##### Prima fase
| 1ª giornata - 8 novembre 2014 Yuanping Gymnasium, Shenzhen          | Bayi     | 3 - 0 | Sichuan  | 25-9, 25-23, 26-24                |
| 2ª giornata - 11 novembre 2014 Dagang Stadium, Tientsin             | Tianjin  | 1 - 3 | Bayi     | 15-25, 25-11, 15-25, 18-25        |
| 3ª giornata - 15 novembre 2014 Yuanping Gymnasium, Shenzhen         | Bayi     | 3 - 0 | Henan    | 25-16, 25-17, 25-20               |
| 4ª giornata - 18 novembre 2014 Yuanping Gymnasium, Shenzhen         | Bayi     | 3 - 0 | Beijing  | 25-16, 25-19, 25-22               |
| 5ª giornata - 22 novembre 2014 Yuanping Gymnasium, Shenzhen         | Bayi     | 3 - 2 | Liaoning | 23-25, 25-22, 25-21, 26-28, 18-16 |
| 6ª giornata - 25 novembre 2014 Ziyang Stadium, Ziyang               | Sichuan  | 2 - 3 | Bayi     | 25-16, 27-25, 11-25, 15-25, 11-15 |
| 7ª giornata - 29 novembre 2014 Yuanping Gymnasium, Shenzhen         | Bayi     | 3 - 0 | Tianjin  | 25-20, 25-20, 25-23               |
| 8ª giornata - 2 dicembre 2014 Luohe City Stadium, Luohe             | Henan    | 0 - 3 | Bayi     | 22-25, 13-25, 12-25               |
| 9ª giornata - 6 dicembre 2014 Nationality College Gymnasium, Dalian | Liaoning | 3 - 1 | Bayi     | 25-17, 25-20, 17-25, 25-21        |
| 10ª giornata - 9 dicembre 2014 Glory Stadium, Pechino               | Beijing  | 1 - 3 | Bayi     | 14-25, 25-21, 22-25, 18-25        |

##### Seconda fase
| 11ª giornata - 13 dicembre 2014 Fujian Olympic Sports Center, Fuzhou      | Fujian   | 2 - 3 | Bayi     | 25-19, 21-25, 18-25, 25-20, 10-15 |
| 12ª giornata - 16 dicembre 2014 Luwan Gymnasium, Shanghai                 | Shanghai | 3 - 2 | Bayi     | 25-22, 16-25, 27-29, 25-20, 15-12 |
| 13ª giornata - 20 dicembre 2014 Yuanping Gymnasium, Shenzhen              | Bayi     | 3 - 1 | Fujian   | 15-25, 25-21, 25-17, 25-17        |
| 14ª giornata - 23 dicembre 2015 Yuanping Gymnasium, Shenzhen              | Bayi     | 2 - 3 | Shanghai | 25-21, 23-25, 25-21, 20-25, 13-15 |
| 15ª giornata - 27 dicembre 2015 Jiashan County Coliseum, Jiaxing          | Zhejiang | 1 - 3 | Bayi     | 22-25, 23-25, 25-23, 20-25        |
| 16ª giornata - 30 dicembre 2015 Changzhou University Gymnasium, Changzhou | Jiangsu  | 3 - 1 | Bayi     | 25-17, 14-25, 25-20, 25-22        |
| 17ª giornata - 3 gennaio 2015 Yuanping Gymnasium, Shenzhen                | Bayi     | 2 - 3 | Zhejiang | 30-28, 25-21, 21-25, 17-25, 9-15  |
| 18ª giornata - 6 gennaio 2015 Yuanping Gymnasium, Shenzhen                | Bayi     | 3 - 0 | Jiangsu  | 27-25, 25-16, 25-19               |

#### Play-off scudetto

##### Semifinale
| Gara 1 - 10 gennaio 2015 Jiashan County Coliseum, Jiaxing | Zhejiang | 1 - 3 | Bayi     | 24-26, 25-23, 19-25, 15-25 |
| Gara 2 - 13 gennaio 2015 Yuanping Gymnasium, Shenzhen     | Bayi     | 3 - 0 | Zhejiang | 25-11, 25-13, 25-20        |

##### Finale
| Gara 1 - 24 gennaio 2015 Luwan Gymnasium, Shanghai    | Shanghai | 1 - 3 | Bayi     | 29-31, 21-25, 25-20, 28-30 |
| Gara 2 - 27 gennaio 2015 Luwan Gymnasium, Shanghai    | Shanghai | 1 - 3 | Bayi     | 18-25, 23-25, 25-23, 18-25 |
| Gara 3 - 31 gennaio 2015 Yuanping Gymnasium, Shenzhen | Bayi     | 0 - 3 | Shanghai | 20-25, 15-25, 20-25        |
| Gara 4 - 3 febbraio 2015 Yuanping Gymnasium, Shenzhen | Bayi     | 3 - 0 | Shanghai | 25-10, 25-20, 25-17        |

## Statistiche

### Statistiche di squadra
| Competizione        | Punti | In casa | In casa | In casa | In trasferta | In trasferta | In trasferta | Totale | Totale | Totale |
| Competizione        | Punti | G       | V       | P       | G            | V            | P            | G      | V      | P      |
| ------------------- | ----- | ------- | ------- | ------- | ------------ | ------------ | ------------ | ------ | ------ | ------ |
| Volleyball League A | 28    | 12      | 9       | 3       | 12           | 9            | 3            | 24     | 18     | 6      |
| Totale              | -     | 12      | 9       | 3       | 12           | 9            | 3            | 24     | 18     | 6      |

G = partite giocate; V = partite vinte; P = partite perse

### Statistiche dei giocatori
| Giocatore | Volleyball League A | Volleyball League A | Volleyball League A | Volleyball League A | Volleyball League A | Totale | Totale | Totale | Totale | Totale |
| Giocatore | P                   | PT                  | AV                  | MV                  | BV                  | P      | PT     | AV     | MV     | BV     |
| --------- | ------------------- | ------------------- | ------------------- | ------------------- | ------------------- | ------ | ------ | ------ | ------ | ------ |
| Chen Y.   | ?                   | ?                   | ?                   | ?                   | ?                   | ?      | ?      | ?      | ?      | ?      |
| Fan L.    | ?                   | ?                   | ?                   | ?                   | ?                   | ?      | ?      | ?      | ?      | ?      |
| He R.     | ?                   | ?                   | ?                   | ?                   | ?                   | ?      | ?      | ?      | ?      | ?      |
| Huang L.  | ?                   | ?                   | ?                   | ?                   | ?                   | ?      | ?      | ?      | ?      | ?      |
| Liu P.    | ?                   | ?                   | ?                   | ?                   | ?                   | ?      | ?      | ?      | ?      | ?      |
| Liu Y.    | ?                   | 420                 | 365                 | 41                  | 14                  | ?      | 420    | 365    | 41     | 14     |
| Qi L.     | ?                   | ?                   | ?                   | ?                   | ?                   | ?      | ?      | ?      | ?      | ?      |
| Shen J.   | ?                   | ?                   | ?                   | ?                   | 30                  | ?      | ?      | ?      | ?      | 30     |
| Wang Q.   | ?                   | 189                 | 142                 | 14                  | 33                  | ?      | 189    | 142    | 14     | 33     |
| Wang X.   | ?                   | ?                   | ?                   | ?                   | ?                   | ?      | ?      | ?      | ?      | ?      |
| Wang Ya.  | ?                   | ?                   | ?                   | ?                   | ?                   | ?      | ?      | ?      | ?      | ?      |
| Wang Yu.  | ?                   | 326                 | 252                 | 30                  | 44                  | ?      | 326    | 252    | 30     | 44     |
| Yang J.   | ?                   | 305                 | 234                 | 53                  | 18                  | ?      | 305    | 234    | 53     | 18     |
| Yuan S.   | ?                   | ?                   | ?                   | ?                   | ?                   | ?      | ?      | ?      | ?      | ?      |
| Yuan W.   | ?                   | ?                   | ?                   | ?                   | ?                   | ?      | ?      | ?      | ?      | ?      |
| Yuan X.   | ?                   | 339                 | 215                 | 96                  | 28                  | ?      | 339    | 215    | 96     | 28     |
| Zhou Y.   | ?                   | ?                   | ?                   | ?                   | ?                   | ?      | ?      | ?      | ?      | ?      |
| Zhu L.    | ?                   | ?                   | ?                   | ?                   | ?                   | ?      | ?      | ?      | ?      | ?      |
| Zhu M.    | ?                   | ?                   | ?                   | ?                   | ?                   | ?      | ?      | ?      | ?      | ?      |
| Zuo T.    | ?                   | ?                   | ?                   | ?                   | ?                   | ?      | ?      | ?      | ?      | ?      |

P = presenze; PT = punti totali; AV = attacchi vincenti; MV = muri vincenti; BV = battute vincenti